# Mahbub ul Haq
Mahbub ul Haq (Urdu محبوب الحق, * 22. Februar 1934 in Jammu, Fürstentum Kaschmir und Jammu; † 16. Juli 1998 in New York) war ein einflussreicher und weltbekannter pakistanischer Ökonom. Er beschäftigte sich mit Theorien zur Entwicklung der Menschheit und hat maßgeblich den Index der menschlichen Entwicklung erarbeitet. Seine Vorschläge waren Grundlage zur Weiterentwicklung des Wirtschafts- und Sozialrates der Vereinten Nationen.

## Leben und berufliche Laufbahn
Haq besuchte in Lahore die Government College University und das King’s College. Später schrieb er sich am Trinity College in Cambridge ein, wo er einen Abschluss in Wirtschaftswissenschaften erwarb. Er studierte dort zusammen mit Amartya Sen, mit dem ihn eine enge lebenslange Freundschaft verband. Haq beendete seine Studien schließlich an der Yale University.
Von 1970 bis 1982 diente er als Direktor der Weltbank und leitete anschließend von 1982 bis 1988 in Pakistan das Finanzministerium als Minister für Finanzen und Planung. Im Jahre 1989 wurde er zum Sonderberater des UNDP-Administrators ernannt. In dieser Zeit erstellte Haq zusammen mit Paul Streten, Frances Stewart, Amartya Sen und Richard Jolly den jährlichen „Human Development Report“ (Bericht über die menschliche Entwicklung). Aus jenem wurde ein Index entwickelt, um die Entwicklung in unterschiedlichen Staaten zu analysieren und vergleichbar zu machen. Im Jahr 1996 gründete Haq das Human Development Center in Islamabad, ein pakistanisches Politikforschungsinstitut mit einem besonderen Fokus auf die Region Südasien.
Am 16. Juli 1998 starb Mahbub-ul-Haq und hinterließ seine Frau Khadija Haq sowie einen Sohn und eine Tochter.

## Ehrungen
Sowohl der damalige Generalsekretär der Vereinten Nationen Kofi Annan als auch der Präsident der Weltbank äußerten ihr Bedauern über den Verlust eines Mannes, der entscheidende Impulse für die Arbeit dieser internationalen Organisationen geliefert hat. Im Gedenken an Mahbub-ul-Haq hat das Entwicklungsprogramm der Vereinten Nationen einen Preis für „Außergewöhnliche Beiträge zur Entwicklung der Menschheit“ gestiftet. Preisträger waren 2002 Fernando Henrique Cardoso, 2004 Fazle Hasan Abed und 2007 Sheila Watt-Cloutier. Das von Haq in Pakistan gegründete Institut wurde nach seinem Tod nach ihm benannt.

## Ausgewählte Werke
- The Strategy of Economic Planning. 1963
- The Poverty Curtain: Choices for the Third World. Columbia University Press 1976. 247 Seiten. ISBN 0-231-04062-8
- The Third World and the international economic order. 1976
- The Myth of the Friendly Markets. 1992
- The UN And The Bretton Woods Institutions : New Challenges For The Twenty-First Century. Mahbub Ul Haq (Hrsg.) u. a., 1995
- The Vision and the Reality. 1995
- New Imperatives of Human Security. 1995
- A New Framework for Development Cooperation. 1995
- Reflections on Human Development. Oxford University Press, 1. Aufl. 1996: 288 Seiten, ISBN 0-19-510193-6. 2. Auflage 1999: 324 Seiten, ISBN 0-19-564598-7
- Humanizing Global Institutions. 1998